# Dubrovniker Urkunde

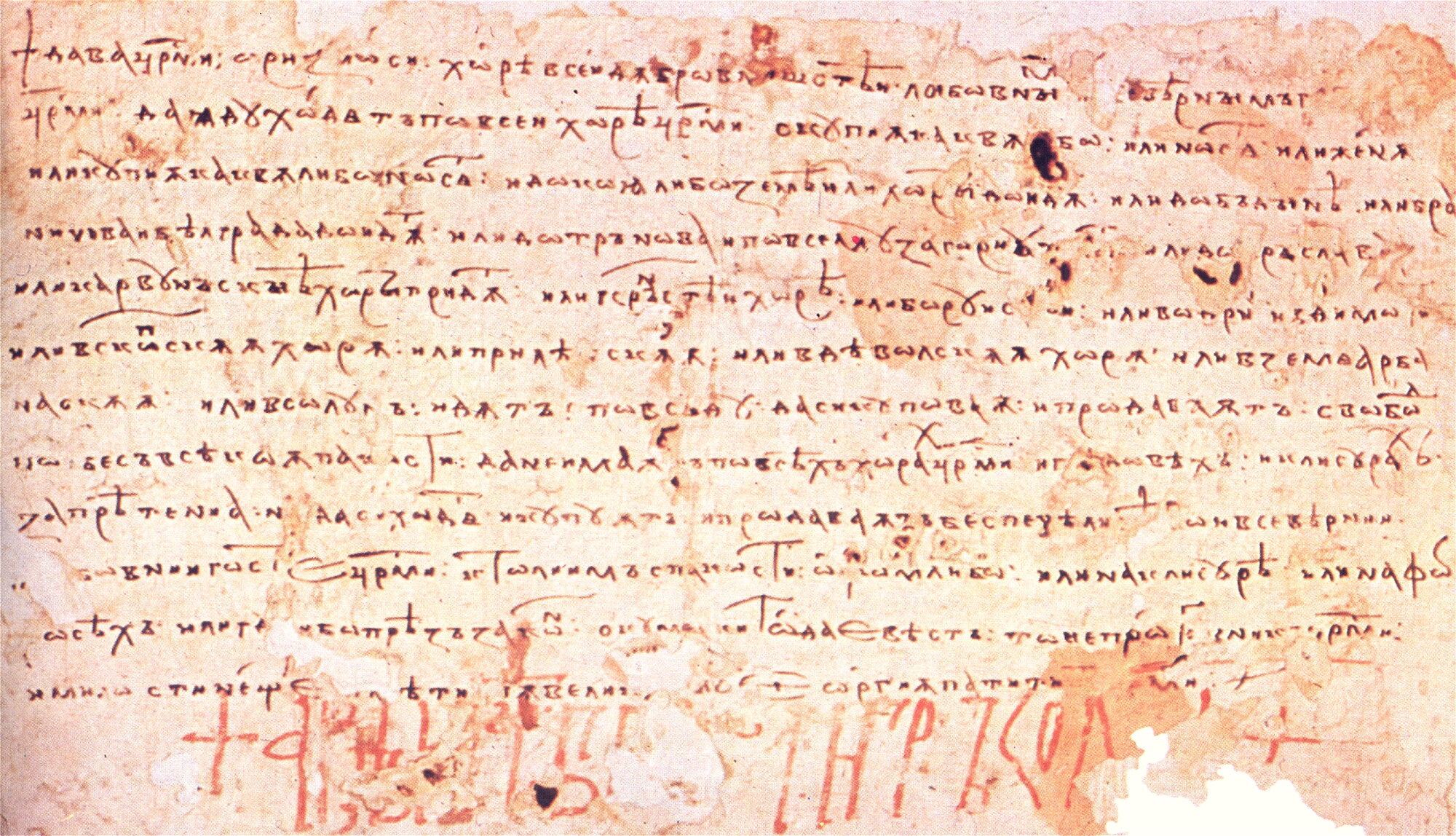
Die Dubrovniker Urkunde

Die Dubrovniker Urkunde (bulgarisch Дубровнишка грамота) ist eine Urkunde des bulgarischen Zaren Iwan Assen II., die 1230 in seinem Auftrag ausgestellt wurde. In ihr wurde den Kaufleuten  der Stadt Ragusa (heute Dubrovnik)  das Recht zum freien Handel innerhalb des Bulgarischen Reiches zugesichert.
Die Dubrovniker Urkunde wurde 1817 in den Archiven von Dubrovnik gefunden und wird heute in Sankt Petersburg aufbewahrt.
Diese Urkunde, die in Bulgarien durchgehend unter dem kurzen einprägsamen Namen Dubrovniker Urkunde bekannt ist, muss nach den Regeln der Urkundenlehre (Diplomatik) als „ein Privileg Iwans II. Assen (für die Kaufleute von Dubrovnik)“ bezeichnet werden.
Die Dubrovniker Urkunde ist ebenso wie die Watopedska-Urkunde (siehe unten) nicht datiert, wurde aber nach der am 9. März 1230 von Iwan Assen II. gewonnenen Schlacht von Klokotniza ausgestellt.

## Bedeutung der Urkunde
Die Urkunde ist eine wichtige historische Quelle sowohl für die Handelsbeziehungen wie auch für den Herrschaftsbereich des bulgarischen Zaren nach der Schlacht von Klokotniza, denn in der Urkunde werden die Provinzen  des bulgarischen Reiches aufgezählt, in denen die Ragusaner ihr Recht ausüben konnten: Widin, Branitschewo, Belgrad, Tarnowo, Zagore, Preslaw, Karwuna (heute Baltschik), Kran, Adrianopel, Didymoticho, Skopje, Prilep, Devoll und Arbanassi.
Die Urkunde bezeugt die Verwaltungsgliederung in seinem Herrschaftsbereich. Die „Chori“ (хори) – Gebiete – waren die bulgarische Form der byzantinischen Themen.
Weiter ist die Urkunde ein wichtiges linguistisches Dokument für die bulgarische Sprache des 13. Jahrhunderts. So wurde in der Grammatik die Endung -тъ der Verbform für die 3. Person Singular ausgelassen – so wurde дава anstatt даватъ geschrieben. Weiter wurde die Abkürzung ще für 3. Person Singular Gegenwart für das altbulgarische Verb хотѣтн benutzt, was später und bis heute bei der Bildung der Zukunft verwendet wird.

## Unterschriftsformeln von Zar Iwan Assen II.

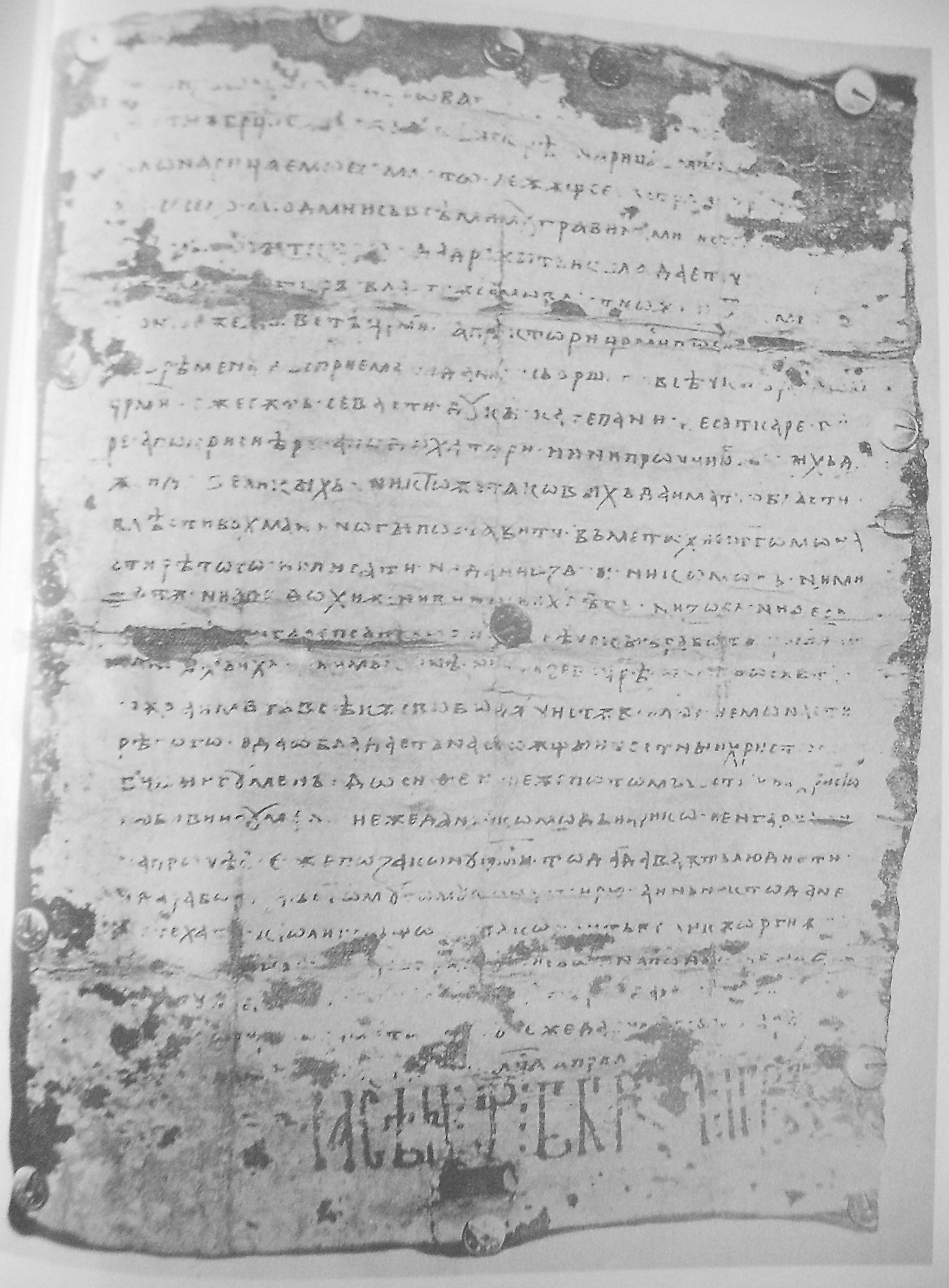
Die Vatopedi-Urkunde

Nach der Schlacht von Klokotniza hatte Bulgarien seine größte Ausdehnung erreicht und grenzte an drei Meere: Adria, Ägäisches Meer und Schwarzes Meer. Bulgarien war zum größten und mächtigsten Staat der Balkanhalbinsel emporgestiegen.
Assen verwendete im Jahre 1230 drei Formeln für seinen Titel. Die erste Formel – „Zar der Bulgaren“ (bulg. "цар на българите") – war am kürzesten und am nächsten an der bulgarischen Tradition. Dieser Titel, der auf eine Goldmünze graviert war – die erste in der bulgarischen Geschichte – wurde wahrscheinlich gleich nach der Schlacht von Klokotniza vom 9. März 1230 graviert.
Der zweite Titel – „Iwan Assen dem Jesus Christus treuer Zar und Alleinherrscher der Bulgaren“ (bulg. "Иван Асен в Христа Бога верен цар и самодържавец на българите") – ging aus dem ersten hervor. Er ist belegt in einer Inschrift in der Kirche der „Heiligen Vierzig Märtyrer“, Grabeskirche der Zarenfamilie in Weliko Tarnowo. Auch diese Inschrift entstand unmittelbar nach dem Sieg in der Schlacht von Klokotniza.

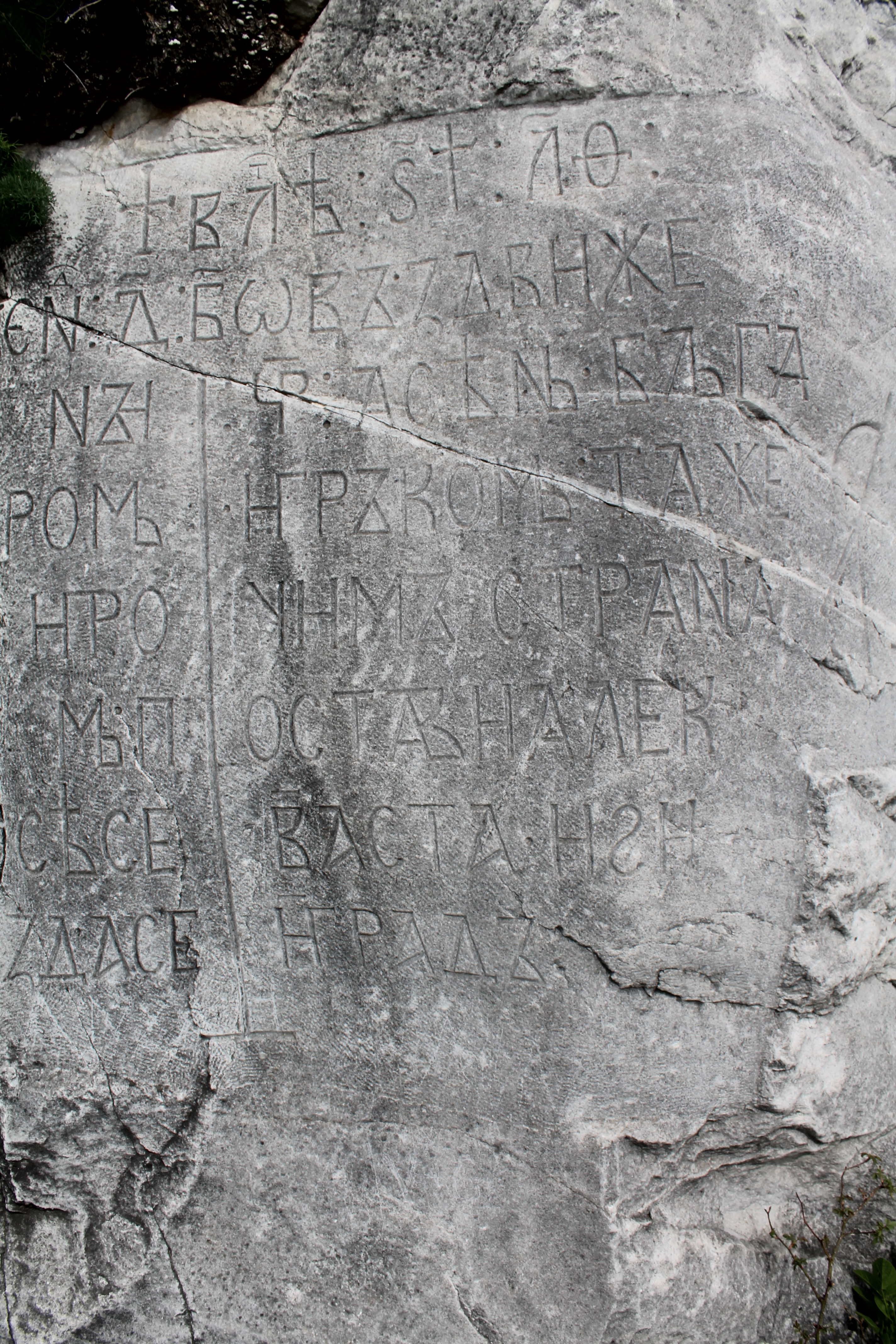
Die Stanimaschki-Inschrift

Noch zur Zeit des Feldzuges, die entscheidende Schlacht war schon gewonnen worden, oder kurz nach dem Ende des Feldzuges verwendete Iwan Assen II. eine neue, dritte Formel seines Titels – „Zar der Bulgaren und Griechen“ (bulg. цар на българи и гърци). Dafür gibt es vier Belege: die Vatopedi-Urkunde (bulg. Ватопедска грамота; 1230) für das Athoskloster Vatopedi; eine Goldbulle (1230); die Dubrovniker Urkunde und die Stanimaschki-Inschrift (bulg. Станимашки надпис; 1231). Von diesen Quellen sind zwei offizielle Dokumente: zwei Urkunden und die Goldbulle, die mit einer der Urkunden verbunden ist. Diese zwei offiziellen Dokumente richten sich an Subjekte außerhalb des Landes und verkünden unter den Ausländern die Position von Iwan Assen II. und den Status in seinem Land.
Mit dem Titel „Zar der Bulgaren und Griechen“ bringt Iwan Assen II. sein Bestreben zum Ausdruck, ein neues kosmopolitisches Imperium zu schaffen, als Erbe von Byzanz.
Die Dubrovniker Urkunde ist auf Papier mit den Maßen 24 х 14,5 cm geschrieben. Bereits in der ersten Hälfte des 13. Jahrhunderts, und damit wesentlich früher als in den mittelalterlichen Monarchien Westeuropas, wurden einige bulgarische königliche Urkunden auf Papier geschrieben: die Vatopedi-Urkunde auf einem 33,3 х 24,4 cm Papier mit roter Tinte, die Wirginska-Urkunde (bulg. Виргинска грамота) von Zar Konstantin Tich Assen 1277 auf einem 93 х 33 cm Papierblatt.
Die Dubrovniker Urkunde ist laut Urkundentext ein „Herrschererlass“ (bulg. "владетелска повеля").

## Handelsbeziehungen mit Ragusa
Ragusa (ab 1472 Republik Ragusa) hatte von 1205 bis 1308 ein loses Abhängigkeitsverhältnis von der venezianischen Großmacht, der Republik Venedig. Das kam dem Aufschwung des Handels und der Ausweitung der Handelsbeziehungen zugute. Der balkanische Binnenhandel und die Verbindung zu den italienischen Seestädten wurde zumeist durch die ragusanischen Kaufleute vermittelt. Die innerbalkanischen Bergwerke boten gewinnbringende Kapitalanlagen. Händler aus Ragusa/Dubrovnik und Venedig ließen sich in einigen größeren bulgarischen Städten nieder, beispielsweise in Sofia, Melnik und Nessebar.
Bulgarien betrieb über Ragusa seinen Handel mit Venedig und Genua.
Im Jahr 1191 gewährte Byzanz der Stadt das Recht auf freien Handel. Ähnliche Rechte wurden dem Stadtstaat 1186 von Serbien und 1189 von Bosnien gewährt. Bosnien  wurde zum wichtigen Rohstofflieferanten der Stadt (Holz und Metalle). Gleichzeitig verliefen durch Bosnien wichtige Handelsrouten ins Innere Südosteuropas.
Im 12. Jahrhundert hatte Dubrovnik eine Reihe von politischen und Handelsvereinbarungen mit verschiedenen Mittelmeerstädten und -häfen sowie mit den Herrschern benachbarter Länder. Ragusa festigte so seine Handelsbeziehungen und sicherte sich den freien Handel zur See und zu Land.
Den ersten Vertrag dieser Art unterzeichnete Ragusa 1148 mit der Stadt Molfetta, dann 1164 mit Pisa, 1188 mit Ravenna, 1199 mit Fano und Ancona.
Eine Charta von Ban Kulin (Regierungszeit 1163–1204) verlieh Ragusa Privilegien in Bosnien. Eine Charta des byzantinischen Kaisers Isaak II. aus dem Jahr 1192 gab den Händlern aus Ragusa das Recht auf freien Handel im Byzantinischen Reich und in Bulgarien. Der Herrscher von Kruja (heute Nordalbanien) verlieh 1210 das Privileg des freien Handels an Ragusa. 1230 folgte das Privileg durch Zar Iwan Assen II. für die Kaufleute von Ragusa, womit das Handelsmonopol der Ragusaner Kaufleute im Inneren der Balkanhalbinsel weiter gestärkt wurde.
Parallel zum Anwachsen des Landhandels nahm auch der Seehandel der Ragusaner zu. Im 13. Jahrhundert kamen noch verschiedene Handelsabkommen der Ragusaner mit Ägypten, Tunesien und anderen Teilen Nordafrikas hinzu.
Die Handelsbeziehungen der Bulgaren sind auch in einer Urkunde von Michael Assen IV. aus dem Jahre 1253 belegt, in einer Urkunde von Iwan Alexander, die den Venezianern die freie Fahrt durch Bulgarien zusichert, sowie in einem Vertrag des Despoten Iwanko – Herrscher des Despotats Dobrudscha – mit den Genuesen aus dem Jahre 1387.

## Text der Urkunde
| Mittelbulgarisch (Original) | heutiges Bulgarisch | Deutsche Übersetzung |
| --- | --- | --- |
| †дава црⷭ҇ми: ѡриꙁмѡ́ си: хѡ҅рѣ все́и дѫбрѡвнишстѣи· лꙕбѡвнꙑⷨ: и всевѣрнꙑмъ гѡстемъ црⷭ҇ми: да ѩдꙋ хѡ́дꙙтъ пѡ всеи хѡрѣ црⷭ҇ми: с кꙋпиѫ каквѫ либѡ: или нѡсꙙⷮ: или женѫⷮ или кꙋпиѫ каквѫ либѡ нѡсꙙⷮ: и дѡ кѡꙗ либѡ ꙁемѣ или хѡ́рꙑ· дѡидѫⷮ: или дѡ бъдꙑнѣ. или браничова и бѣлграда дѡидѫⷮ: или дѡ трънѡва: и пѡ всемꙋ ꙁагѡриꙋ хѡдꙙⷮ или дѡ прꙙслава или карвꙋнъскꙑѣ хѡрꙑ придѫⷮ: или кръⷩ҇стѣи хѡрѣ: или бѡрꙋистѣи: или в ѡдриⷩ и в димѡтикѫ или в скѡⷫскѫѫ хѡ́рѫ: или прилѣпскѫ҆ѫ: или в дѣвѡлскѫѫ хѡрѫ· или в ꙁемꙙ арбанаскѫѫ: или в солꙋнъ: идѫтъ: по всꙙдꙋ: да си кꙋпѡваѫ и прѡдаваѫтъ: свѡбѡⷣнѡ: бесъ всѣкѡѫ пакѡсти: да не имаѫтъ пѡ всѣхъ хѡ́раⷯ црⷭ҇ми и градѡвѣхъ: и клисꙋраⷯъ· ꙁапрѣтениа: нѫ да си хѡ́дꙙⷮ: и кꙋпꙋѫтъ: и прѡдаваѫтъ бес печѣли: ѣкѡ и всевѣрнии. и лꙕбѡвнии гѡстє црⷭ҇ми: ктѡ ли имъ спакѡсти: ѡ҆ щѡм либѡ: или на клисꙋрѣ или на фѡрѡсѣхъ· или где либѡ прѣꙁъ ꙁакѡⷩ: о кꙋмерки тѡ҆ да є вѣстъ: тѡи е прѡтивникъ црⷭ҇ми: и милѡсти не́ щє имѣти нѫ великѫ имає ѡ҅ргиѫ патити ѿ црⷭ҇ми: + † АСѢНЬ ЦР: БЛЪГАРѠМЪ Н ГРЪКОМЪ † | Моето царство дава тази повеля на дубровнишката страна, на обичните и верни гости на царството ми, да ходят по цялата страна на царството ми с каквато и да било стока, да внасят или изнасят, или каквато и да е стока да пренасят, и до която и да е земя или област да дойдат: до Бдин ли или Браничево и Белград дойдат, или ходят до Търново и цялото Загоре, или достигнат до Преслав и Карвунската област, или до Крънската област, или Боруйската, или Одрин и в Димотика, или в Скопската област, или в Прилепската, или в Деволската област, или в Арбанаската земя [Албания], или отиват в Солун – навсякъде да си купуват и продават свободно, без всякаква щета, да нямат запрещение по всички области на царството ми и купуват и продават без грижа като всеверни и обични гости на царството ми. Който ли пък им напакости в каквото и да било на клисурите, на тържищата, или гдето да бъде против закона за търговията, то да се знае, че той е противник на царството ми и милост не ще има, но голям гняв ще изтърпи от царството ми. † АСЕН, ЦАР НА БЪЛГАРИТЕ И ГЪРЦИТЕ † | Meine Herrschaft gibt den Erlass heraus für das Land Dubrovnik, für die willkommenen und wahrhaften Gäste meiner Herrschaft, zu gehen im ganzen Land meiner Herrschaft, mit was auch immer für Waren, einzuführen und auszuführen, oder was auch immer für Waren sie transportieren und zu welchem Gebiet oder Provinz zu gehen: nach Bdin (Widin) oder Branitschewo und Belgrad kommen, oder gehen nach Tarnowo und das ganze Sagore, oder erreichen Preslaw und die Provinz von Karwuna, oder bis zur Kransker Provinz (Kran – bulg. Крън), oder Borujsker Provinz (Stara Sagora), oder Odrin (Edirne) und in Dimotika (Didymoticho), oder in der Provinz Skopje, oder in der Prilepsker Provinz, oder in der Dewolsker Provinz, oder im Albanischen Land, oder zu gehen nach Solun (Thessaloniki) – überallhin um frei zu kaufen und verkaufen, ohne irgendwelchen Schaden, dass es keine Verbote gibt in allen Provinzen meiner Herrschaft und zu kaufen und verkaufen ohne Sorge als wahre und willkommenen Gäste meiner Herrschaft. Wer ihnen auch Schaden zufügt, ob in den Schluchten, ob auf dem Mrkt, oder wo auch immer gegen das Gesetz des Handels auftritt, der wisse, dass er der Feind meiner Herrschaft ist und keine Gnade erfahren wird, sondern große Wut von meiner Herrschaft zu erwarten hat. † ASSEN, ZAR DER BULGAREN UND GRIECHEN † |